# 栗峴駅
栗峴駅（ユリョンえき）は、大韓民国慶尚北道醴泉郡にかつて存在した韓国鉄道公社の駅である。

## 歴史
- 1966年1月27日 - 開業。
- 2001年7月1日 - 廃止。

## 隣の駅
韓国鉄道公社
慶北線
開浦駅 - 栗峴駅 - 佳洞駅